# Naufrágio do Costa Concordia

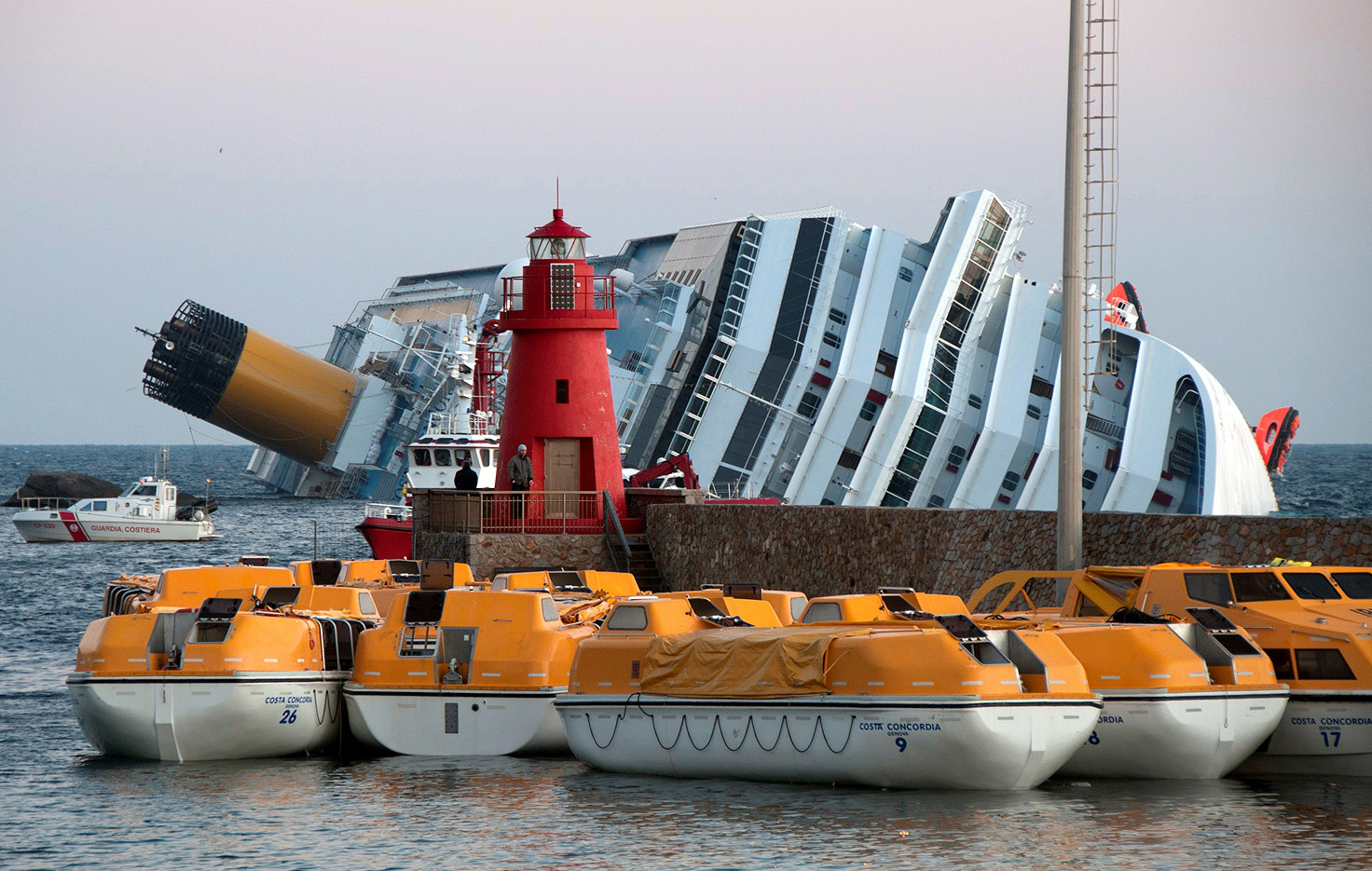
O navio totalmente adernado.

O Naufrágio do Costa Concordia foi um acidente ocorrido com o navio de cruzeiro Costa Concordia no dia 13 de janeiro de 2012. Navegando junto à costa da Isola del Giglio, província de Grosseto, a embarcação abalroou rochas subaquáticas, devido ao seu calado. O ocorrido causou 32 mortes.
Após um solavanco e um corte de corrente elétrica, o comandante comunicou que havia uma avaria no gerador e que em breve a energia seria restabelecida; Na sequência, foi dada a ordem de abandonar o navio, uma vez que o comando da embarcação estava na responsabilidade do imediato do comandante; Naquele momento, e da inspeção do imediato, observou-se que estava entrando água no navio. Segundo comunicado do armador, o navio bateu num banco de areia. Fotos indicam que embarcação também bateu em rochas, ficando um pedaço de pedra preso ao casco rompido do navio. O navio adernou a estibordo ficando com aproximadamente dois terços dentro da água.

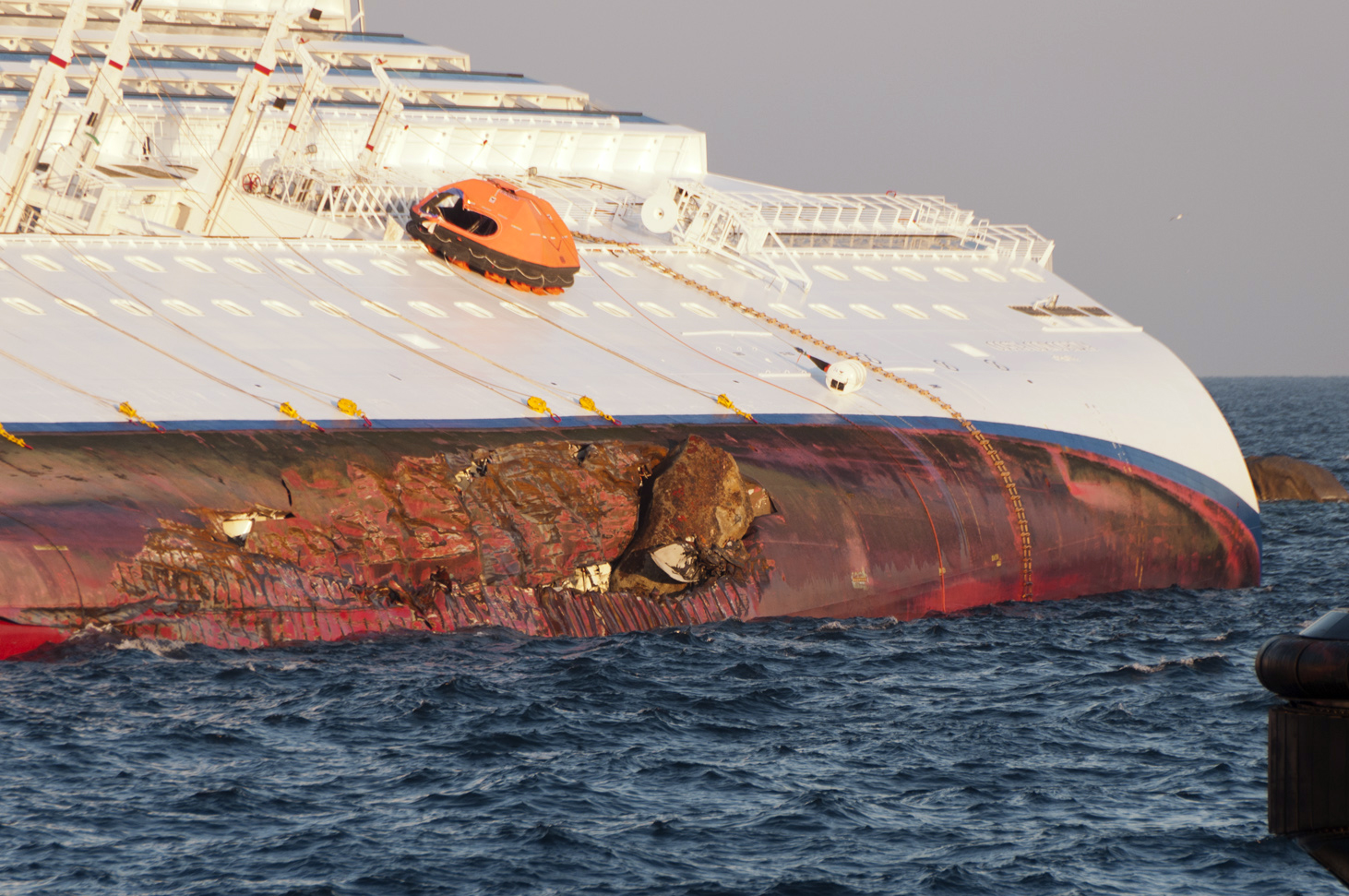
Danos no casco.

Alguns sobreviventes relataram que a música My Heart Will Go On de Céline Dion, trilha sonora do filme Titanic, foi a última canção ouvida pelos passageiros do navio Costa Concordia quando ele afundou. O capitão Francesco Schettino foi um dos primeiros a abandonar seu navio. Segundo informações dele junto à comunicação social internacional, ele justificou que fora arremetido na hora do choque e caíra no mar, e que já tinha outro comandante (o imediato), em seu lugar. Dessa forma se recusou a retornar a ele para organizar a retirada dos passageiros e tripulantes. Mesmo assim ele foi suspenso pela Costa Crociere e ficou em prisão domiciliar até o dia 5 de julho de 2012.

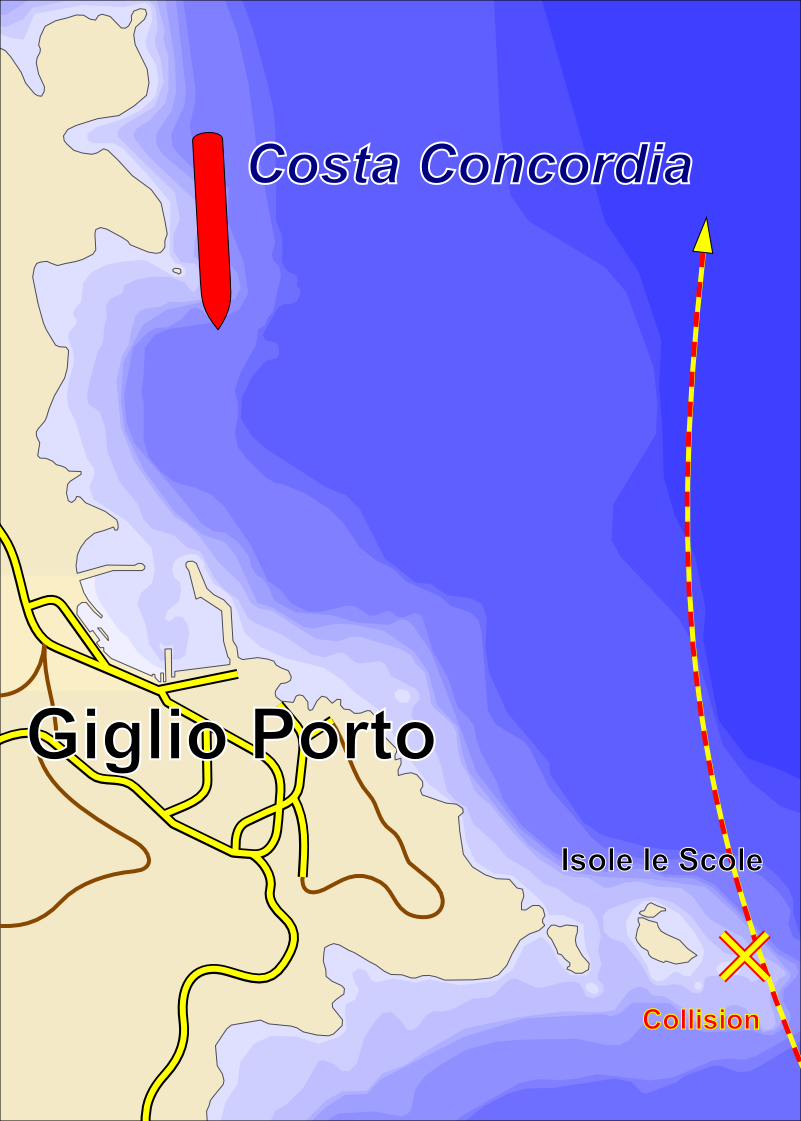
Perfil do solo oceânico e
o ponto aproximado de impacto.

Na semana após o incidente, uma camiseta com a frase em italiano "Vada a bordo, cazzo" começou a ser vendida na internet, na esteira da repercussão do tenso telefonema entre o capitão do cruzeiro e a Capitania local.
Em fevereiro de 2015, o tribunal do Grosseto condenou o comandante Francesco Schettino a 16 anos de prisão efetiva pelos homicídios, abandono do navio e naufrágio, pena confirmada por um tribunal de recurso em maio de 2016.

## Recuperação do navio

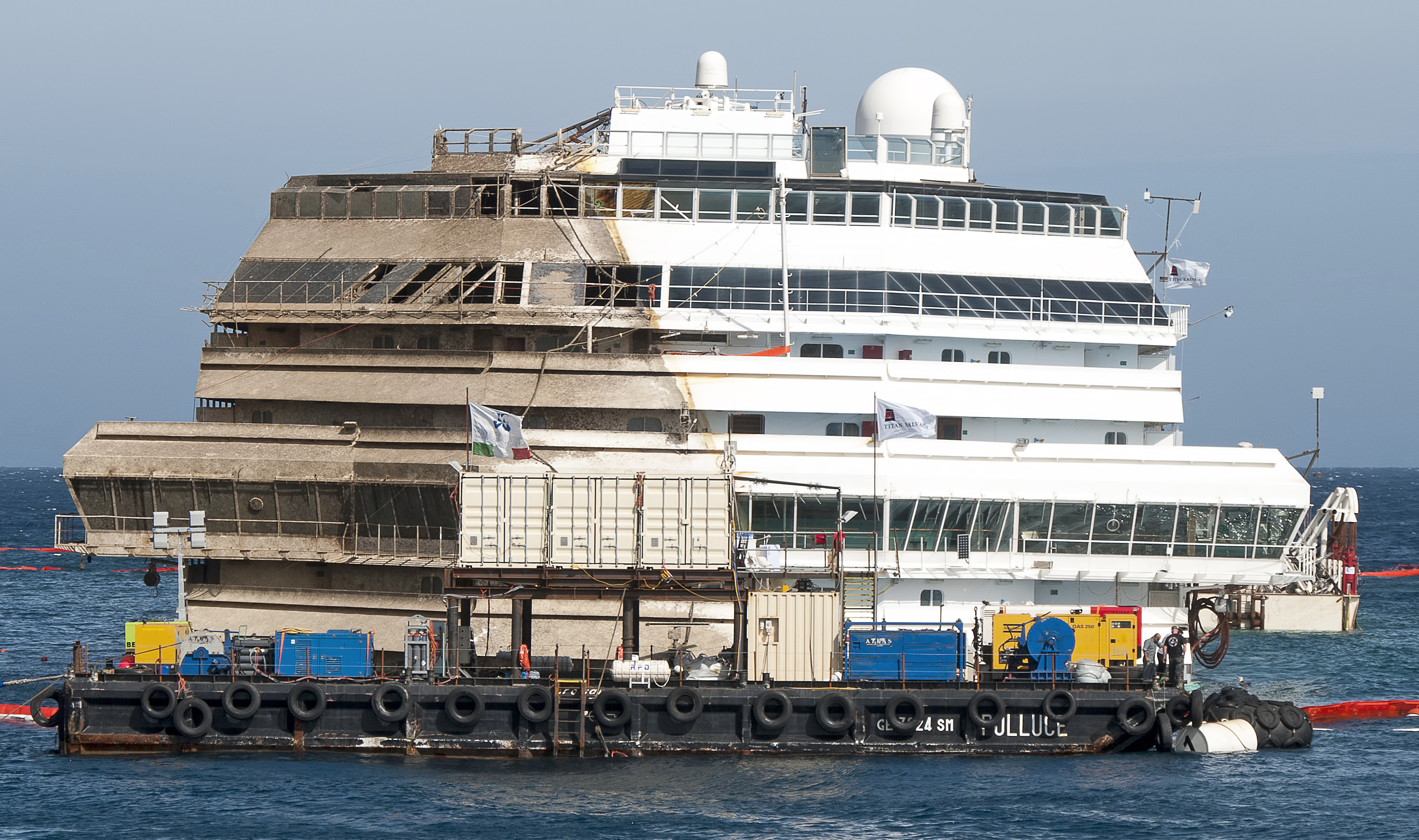
Costa Concordia.

O navio Costa Concordia foi reerguido do mar na madrugada do dia 17 de setembro de 2013 com a operação de rotação da embarcação. O anúncio foi feito pelo chefe da Defesa Civil, Franco Gabrielli, e citado pela emissora de TV italiana Rai.
Toda a operação, realizada pelo sul-africano Nick Sloane, um especialista em resgate de barcos, foi feita baseada em uma engenharia cuidadosamente coordenada. O custo foi estimado em mais de 600 milhões de euros (795 milhões de dólares); Um valor que supera a metade do prejuízo coberto por seguros, que ultrapassou 1,1 bilhão de dólares. Quando o navio se endireitou, foi possível ver o seu flanco oxidado depois de passar 20 meses sob a água. 
O navio começou a ser desmontado no porto de Gênova em maio de 2015.